# Acroceratitis maai
Acroceratitis maai är en tvåvingeart som först beskrevs av Chen 1948.  Acroceratitis maai ingår i släktet Acroceratitis och familjen borrflugor. Inga underarter finns listade i Catalogue of Life.